# 阿尔布雷希特三世 (勃兰登堡)
阿尔布雷希特三世（阿基里斯）（德语：Albrecht III Achilles，1414年11月9日—1486年3月11日），德意志的勃蘭登堡-安斯巴赫藩侯（1440年—1486年在位），勃兰登堡选帝侯，生於唐格明德。他的外号是阿基里斯，因为他过人的膂力和敏锐的头脑而得名。
1440年阿尔布雷希特之父腓特烈一世去世后，霍亨索伦家族的领地被他的三个儿子分别继承。勃兰登堡马克（边防区）及选帝侯头衔归属阿尔布雷希特的哥哥腓特烈二世；拜罗伊特公国由另一位兄长约翰继承；阿尔布雷希特本人得到了安斯巴赫公国。但他最终合并了家族的全部领地：1464年从无嗣的约翰处继承拜罗伊特，1470年从退位的腓特烈二世得到勃兰登堡和选帝侯头衔。
阿尔布雷希特三世大大加强了霍亨索伦家族的权势，尤其是对世袭领地的控制。他与勃兰登堡边疆区内的独立城邦及小王公作战，迫使他们臣服。但他最主要的贡献是在勃兰登堡确立了选帝侯职位永远只能由长子继承的制度，即所谓的《阿喀琉斯家规》。这份公布于1473年的文件规定：在阿尔布雷希特三世死后，勃兰登堡领地必须完整地由其长子继承，而霍亨索伦家族在德国南方法兰克尼亚地区的领地也必须完整地由其他两个年幼的儿子继承。此后，所有这些地产只能由家族各分支中的长子获得。

## 家庭
1446年，阿爾布雷希特與巴登的瑪格麗特結婚，兩人共有1子3女：
1. 烏爾蘇拉（1450年—1508年）
2. 伊莉莎白（1451年—1524年）
3. 瑪格麗特（1453年—1509年）
4. 約翰·西塞羅（1455年—1499年）

1458年，阿爾布雷希特與薩克森的安娜結婚，兩人共有2子3女：
1. 腓特烈（1460年—1536年）
2. 阿瑪莉埃（1461年—1481年），早逝
3. 芭芭拉（英语：Barbara of Brandenburg (1464–1515)）（1464年—1515年）
4. 希比爾（1467年—1524年）
5. 西格蒙德（1468年—1495年）